# Grigorij Fedotovič Krivošejev
Grigorij Fedotovič Krivošejev (rusky Григорий Федотович Кривошеев; 15. září 1929 – 29. dubna 2019) byl ruský generálplukovník (penzionovaný v roce 1992) a historik, který se systematicky zabýval zkoumáním veřejnosti nepřístupných archivů týkajících se carské a později Rudé armády. Byl členem-korespondentem a profesorem ruské Akademie vojenských věd a kandidátem věd.

## Život
Krivošejevova vojenská kariéra zahrnuje všechny vojenské hodnosti, vojínem počínaje a generálplukovníkem konče, účastnil se války v Afghánistánu. Vrcholem Krivošejevovy kariéry byla funkce náčelníka GOMU GŠ (Hlavní organizačně-mobilizační správy Generálního štábu).
Od roku 1992 stál v čele skupiny vojenských historiků, která vydala několik knih, jejichž účelem je očistit konflikty 20. století, v nichž ruská a sovětská vojska účinkovala, od propagandistického zkreslování, a vyčíslit jejich skutečné ztráty a další statistické údaje.

## Dílo
- KRIVOŠEJEV, Grigorij Fedotovič, a kol. Гриф секретности снят: Потери Вооруженных Сил СССР в войнах, боевых действиях и военных конфликтах:. [s.l.]: Воениздат, 1993. 370 s. Dostupné online. ISBN 5-203-01400-0.
- KRIVOŠEJEV, Grigorij Fedotovič, a kol. Россия и СССР в войнах XX века: Потери вооруженных сил: Статистическое исследование. Москва: Олма-Пресс, 2001. Dostupné online.
- Великая Отечественная война в цифрах и фактах (Velikaja Otečestvenaja vojna v cifrach i faktach)
- Великая Отечественная на земле российской (Velikaja Otečestvenaja na zemje rossijskoj)